# 索爾韋山
72°34′S 31°23′E / 72.567°S 31.383°E
索爾韋山是南極洲的山峰，位於東部南極洲的毛德皇后地，海拔高度2,560米，屬於比利時山脈的一部分，該山峰在1957至1958年間由比利時探險隊發現，現時受南極條約體系管理。